# Gebhardita
La gebhardita és un mineral de la classe dels òxids. Rep el nom en honor de Georg Gebhard (1945 -), químic alemany, col·leccionista de minerals i autoritat sobre minerals rars, qui va subministrar l'espècimen. Autor de molts articles relacionats amb els minerals i dels llibres Tsumeb (1991) i Tsumeb II (1999). La christelita rep el nom de la seva dona.

## Característiques
La gebhardita és un òxid de fórmula química Pb₈(As₂O₅)₂OCl₆. Es tracta d'una espècie aprovada per l'Associació Mineralògica Internacional, i publicada per primera vegada el 1983. Cristal·litza en el sistema monoclínic. La seva duresa a l'escala de Mohs és 3.
Segons la classificació de Nickel-Strunz, la gebhardita pertany a «04.JB: Arsenits, antimonits, bismutits; amb anions addicionals, sense H₂O» juntament amb els següents minerals: fetiasita, manganarsita, magnussonita, armangita, nanlingita, asbecasita, stenhuggarita, trigonita, finnemanita, derbylita, tomichita, graeserita, hemloïta, freedita, georgiadesita i ekatita.

## Formació i jaciments
Va ser descoberta a la mina Tsumeb, situada a la localitat de Tsumeb, a la regió d'Oshikoto (Namíbia), on es troba en forma de masses alterades de 5x5x3 cm de carbonats i silicats blancs recoberts de minerals secundaris. També se'n troba en forma de cristalls aciculars en contacte amb mimetita. Aquesta mina africana és l'únic indret de tot el planeta on ha estat descrita aquesta espècie mineral.